# Reuven Moses
Reuven Moses (hebräisch ראובן מוזס; * 4. August 1966) ist ein ehemaliger israelischer Badmintonspieler und später Badmintontrainer. 

## Karriere
Reuven Moses war 1984 erstmals bei den israelischen Einzelmeisterschaften im Badminton erfolgreich. Insgesamt gewann er bis 2004 27 nationale Titel in seiner Heimat. Nach seiner aktiven Karriere begann er eine Trainerlaufbahn im Badminton.

## Sportliche Erfolge
| Saison | Veranstaltung                 | Disziplin    | Platz | Name                              |
| ------ | ----------------------------- | ------------ | ----- | --------------------------------- |
| 1984   | Israel: Einzelmeisterschaften | Mixed        | 1     | Reuven Moses / Irit Ben Shushan   |
| 1984   | Israel: Einzelmeisterschaften | Herrendoppel | 1     | Nissim Duk / Reuven Moses         |
| 1985   | Israel: Einzelmeisterschaften | Herrendoppel | 1     | Reuven Moses / Victor Yusim       |
| 1985   | Israel: Einzelmeisterschaften | Herreneinzel | 1     | Reuven Moses                      |
| 1985   | Israel: Einzelmeisterschaften | Mixed        | 1     | Reuven Moses / Aliza Moses        |
| 1986   | Israel: Einzelmeisterschaften | Herrendoppel | 1     | Reuven Moses / Amir Moses         |
| 1986   | Israel: Einzelmeisterschaften | Herreneinzel | 1     | Reuven Moses                      |
| 1987   | Israel: Einzelmeisterschaften | Herrendoppel | 1     | Reuven Moses / Amir Moses         |
| 1988   | Israel: Einzelmeisterschaften | Herrendoppel | 1     | Reuven Moses / Amir Moses         |
| 1988   | Israel: Einzelmeisterschaften | Herreneinzel | 1     | Reuven Moses                      |
| 1988   | Israel: Einzelmeisterschaften | Mixed        | 1     | Reuven Moses / Aliza Moses        |
| 1989   | Israel: Einzelmeisterschaften | Mixed        | 1     | Reuven Moses / Bruria Serrouya    |
| 1989   | Israel: Einzelmeisterschaften | Herrendoppel | 1     | Reuven Moses / Amir Moses         |
| 1990   | Israel: Einzelmeisterschaften | Herreneinzel | 1     | Reuven Moses                      |
| 1989   | Makkabiade 1989               | Mixed        | 1     | Reuven Moses / Sigalit Moses      |
| 1990   | Israel: Einzelmeisterschaften | Mixed        | 1     | Reuven Moses / Natalia Sverdlin   |
| 1990   | Israel: Einzelmeisterschaften | Herrendoppel | 1     | Reuven Moses / Amir Moses         |
| 1991   | Israel: Einzelmeisterschaften | Herrendoppel | 1     | Reuven Moses / Amir Moses         |
| 1991   | Israel: Einzelmeisterschaften | Herreneinzel | 1     | Reuven Moses                      |
| 1992   | Israel: Einzelmeisterschaften | Herrendoppel | 1     | Reuven Moses / Amir Moses         |
| 1992   | Israel: Einzelmeisterschaften | Mixed        | 1     | Reuven Moses / Svetlana Zilberman |
| 1993   | Israel: Einzelmeisterschaften | Herrendoppel | 1     | Reuven Moses / Amir Moses         |
| 1994   | Israel: Einzelmeisterschaften | Herrendoppel | 1     | Reuven Moses / Amir Moses         |
| 1994   | Israel: Einzelmeisterschaften | Mixed        | 1     | Reuven Moses / Svetlana Zilberman |
| 1995   | Israel: Einzelmeisterschaften | Herrendoppel | 1     | Reuven Moses / Amir Moses         |
| 1995   | Israelische Meisterschaft     | Mixed        | 1     | Reuven Moses / Svetlana Zilberman |
| 1996   | Israel: Einzelmeisterschaften | Mixed        | 1     | Reuven Moses / Svetlana Zilberman |
| 2004   | Israel: Einzelmeisterschaften | Herrendoppel | 1     | Reuven Moses / Amir Moses         |